# Richard Heinzel

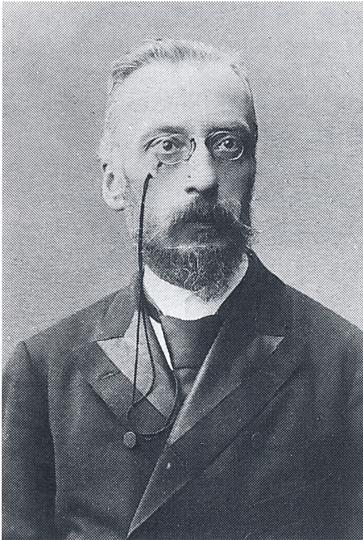
Richard Heinzel

Richard Heinzel (* 3. November 1838 in Capodistria; † 4. April 1905 in Wien) war ein österreichischer germanistischer und skandinavistischer Mediävist.

## Leben
Heinzels Geburtsort, die istrische Hafenstadt Capodistria (deutsch Gafers) gehörte seinerzeit zum Königreich Illyrien, einem Teilgebiet des Kaisertums Österreich; sie liegt heute in Slowenien und heißt Koper. Sein Vater Wenzeslaus, der aus dem oberösterreichischen Innkreis stammte, war Gymnasialpräfekt in Görz (Gorizia). Nach dem frühen Tod des Vaters (1839) zog die Witwe mit ihren beiden Kindern (Richard und seinem älteren Bruder Ludwig) zurück nach Wien. Die Mutter Adelheid arbeitete als Hauslehrerin bei der Familie des Grafen Scherffenberg, in deren Haus sich Richard Heinzel als Kind oft aufhielt. Sein Großvater mütterlicherseits war der aus Polnisch-Preußen stammende, seit 1792/93 in Wien ansässige akademische Kupferstecher Friedrich John.
Nach dem Besuch des Wiener Piaristengymnasiums studierte er von 1857 bis 1860 an der Universität Wien Klassische und Deutsche Philologie, namentlich bei Franz Pfeiffer und Johannes Vahlen. Nach der 1860 bestandenen Lehramtsprüfung für Latein und Deutsch unterrichtete er zunächst als Supplent (Hilfslehrer) in Triest, Wien sowie Linz, dann ein Jahr als Hofmeister des Fürsten Sutsos in der Walachei und ab 1866 (nachdem er zusätzlich die Prüfung für Griechisch abgelegt hatte) bis 1868 als Gymnasialprofessor erneut in Wien. An der Universität Wien wurde er 1862 (ohne Dissertationsschrift) zum Dr. phil. promoviert.
Nach seinen ersten wissenschaftlichen Veröffentlichungen wurde Heinzel 1868 als Nachfolger Karl Tomascheks auf den Lehrstuhl für ältere deutsche Sprache und Literatur an der Universität Graz berufen, den er bis 1873 innehatte. Dann folgte er Wilhelm Scherer als ordentlicher Professor für Deutsche Sprache und Literatur an der Universität Wien und wurde dort der erste Direktor des Seminars für deutsche Philologie (das heutige Institut für Germanistik). Diese Professur behielt er bis zu seinem Tod im Jahr 1905. Er starb durch Suizid, den er vermutlich aufgrund einer fortschreitenden Augenkrankheit und dem damit einhergehenden Verlust der Sehfähigkeit wählte. Er wurde am Ober Sankt Veiter Friedhof bestattet.
Heinzels Lehr- und Forschungsgebiete waren die germanischen Sprachen und Literaturen des Mittelalters und die Literaturgeschichte des 18. Jahrhunderts. Aus dem Corpus der Mittelhochdeutschen Literatur lehrte er besonders zum Nibelungenlied und zu den Werken von Hartmann von Aue, Wolfram von Eschenbach, Heinrich von Morungen und zu Walther von der Vogelweide. Zu anderen germanischen Philologien lehrte er zum altenglischen Beowulf-Epos und in der Skandinavistik zur Edda, speziell zu den Liedern des Codex Regius (Lieder-Edda). Zu diesen Bereichen lehrte Heinzel die entsprechenden Grammatiken und Metriken. Ein weiteres Feld war die Germanische Altertumskunde. Zur frühneuzeitlichen deutschen Literatur lehrte er zum Werk und Sprache von Martin Luther und neuzeitlich zum Werk von Goethe.
Bedeutend ist die Zahl und Namen seiner akademischen Schüler: Ferdinand Detter, Theodor von Grienberger, Max Hermann Jellinek, Carl von Kraus, Primus Lessiak, Karl Luick, Rudolf Much, Joseph Seemüller, Samuel Singer, Oskar Walzel, Richard Maria Werner, Edmund Wießner, Konrad Zwierzina (1864–1941).
Richard Heinzel blieb zeit seines Lebens ledig und wohnte mit seinem früh verwitweten Bruder und dessen Töchtern zusammen. Kurz vor seinem Tod verlobte er sich jedoch mit der ihrerseits verwitweten ungarischen Adeligen Bertha von Vlahovszky (1869–1946). Die entfernt mit Heinzel verschwägerte Autorin Jolanda Poppovic mutmaßt daher, dass weniger die Augenkrankheit als ein familiärer Konflikt um die bevorstehende Eheschließung Motiv für seinen Suizid gewesen sein könnte. Heinzel setzte seine Nichte Adelheid als Erbin ein und vermachte seinen wissenschaftlichen Nachlass an befreundete Fachkollegen.
Zu Ehren Heinzels wurde am 28. Mai 1914 im Arkadenhof des Hauptgebäudes der Universität Wien ein von Carl Kundmann gestaltetes Portraitrelief enthüllt.

## Veröffentlichungen (Auswahl)
- Geschichte der Niederfränkischen Geschäftssprache. Paderborn, Schönigh 1874, (Digitalisat).
- Über den Stil der altgermanischen Poesie (= Quellen und Forschungen zur Sprach- und Kulturgeschichte der germanischen Völker. 10, ISSN 0481-3596). Trübner, Straßburg u. a. 1875, (Digitalisat).
- Ueber die Walthersage. In: Sitzungsberichte der Philosophisch-Historische Classe der Kaiserlichen Akademie der Wissenschaften. Band 117, Abh. 2, 1889, separate Zählung, (Digitalisat).
- Ueber die ostgothische Heldensage. In: Sitzungsberichte der Philosophisch-Historische Classe der Kaiserlichen Akademie der Wissenschaften. Band 119, Abh. 3, 1889, separate Zählung, (Digitalisat).
- Über die französischen Gralromane. In: Denkschriften der Kaiserlichen Akademie der Wissenschaften in Wien. Philosophisch-Historische Classe. Band 40, Abh. 3, 1891, (Digitalisat).
- Ueber das Gedicht vom König Orendel. In: Sitzungsberichte der Philosophisch-Historische Classe der Kaiserlichen Akademie der Wissenschaften. Band 126, Abh. 1, 1892, separate Zählung, (Digitalisat).
- Ueber Wolframs von Eschenbach Parzival. In: Sitzungsberichte der Philosophisch-Historische Classe der Kaiserlichen Akademie der Wissenschaften. Band 130, Abh. 1, 1894, separate Zählung, (Digitalisat).
- Abhandlungen zum altdeutschen Drama. In: Sitzungsberichte der Philosophisch-Historische Classe der Kaiserlichen Akademie der Wissenschaften. Band 134, Abh. 10, 1896, separate Zählung, (Digitalisat).
- Beschreibung des geistlichen Schauspiels im deutschen Mittelalter (= Beiträge zur Ästhetik. 4, ZDB-ID 505115-0). Voss, Hamburg u. a. 1898, (Digitalisat).
- Kleine Schriften. Herausgegeben von Max H. Jellinek und Carl von Kraus. Winter, Heidelberg 1907, (Digitalisat).
- Briefe an Wilhelm Scherer (= Beiträge zur Geschichte der Germanistik. 11). Herausgegeben von Hans-Harald Müller und Felix Oehmichen, unter Mitarbeit von Christine Putzo. Hirzel, Stuttgart 2019, ISBN 978-3-7776-2742-7.